# Straßenbahn Schwerin
Die Straßenbahn Schwerin ist der wichtigste Träger des öffentlichen Nahverkehrs in Schwerin. Das Schweriner Straßenbahnnetz umfasst heute eine Streckenlänge von 21 Kilometern, auf denen vier Linien verkehren. Vorläuferin der heutigen Straßenbahn war eine Pferdebahn, die im Jahr 1881 eröffnet und im Jahr 1885 wieder eingestellt wurde.
Die Straßenbahn wird von der Nahverkehr Schwerin GmbH betrieben.

## Geschichte

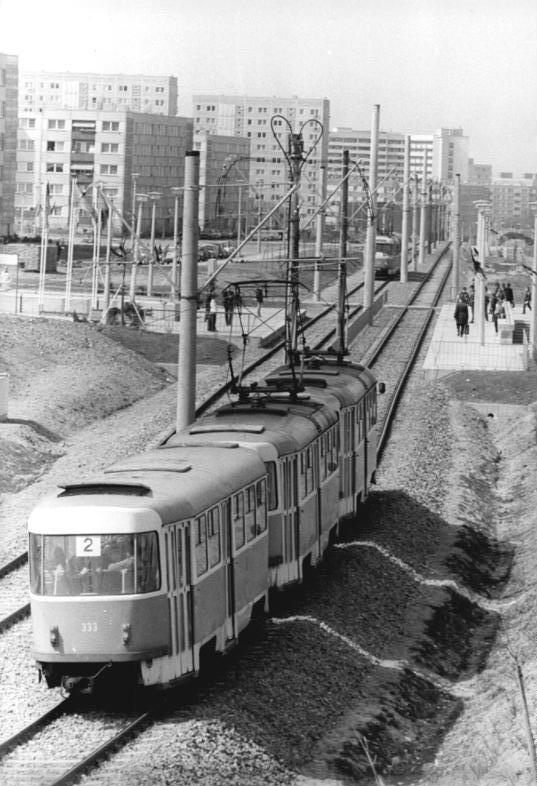
Netzerweiterung in das Neubaugebiet Großer Dreesch III, Haltestelle Am Fernsehturm, April 1984

1881 nahm die erste Schweriner Pferdebahn ihren Betrieb auf zwei Strecken auf. Bereits vier Jahre später wurde sie wegen Unrentabilität wieder eingestellt. Im Jahre 1906 fuhr der erste Omnibus im Linienverkehr. Auch dieser rentierte sich nicht und man stellte nach wenigen Monaten den Betrieb wieder ein. Am 1. Dezember 1908 wurde der elektrische Straßenbahnbetrieb feierlich eröffnet. Ein Triebwagen der Waggonfabrik Wismar des Baujahres 1926 mit der Nummer 26 wurde 2001/2003 restauriert und fährt zu besonderen Anlässen als Traditionswagen. Der städtische Busbetrieb begann am 21. Dezember 1935.
Im April 1945 wurde das alte Straßenbahndepot in der Wallstraße durch einen Luftangriff getroffen. Dabei wurden, bis auf vier im Einsatz befindliche, alle Trieb- und Beiwagen der Straßenbahn beschädigt oder zerstört. Bereits am 1. Mai 1946 jedoch konnte der Nahverkehr den Fahrbetrieb wieder aufnehmen.
In sämtlichen Straßenbahnzügen fuhr zum Fahrscheinverkauf ein Schaffner mit, bis 1968 der schaffnerlose Betrieb eingeführt wurde. In den 1960er Jahren wurden an allen Endstellen (außer Werderstraße) Wendeschleifen gebaut.
Ab den 1960er Jahren wuchs Schwerin rasant. Dieser Tatsache wurde mit dem Neubau von Straßenbahnstrecken in die neu entstandenen Stadtteile nach Lankow im Nordwesten (1969 eröffnet), zum Großen Dreesch im Südosten (1974, verlängert 1984), und nach Neu Pampow im Südwesten (1979) Rechnung getragen. Im September 1969 wurde die verwinkelte Strecke durch die Schelfstadt zur Werderstraße eingestellt, im April 1977 die Waldbahnstrecke nach Zippendorf.
Anfang der 1970er Jahre brach im Straßenbahnbetrieb eine neue Ära an. Die alten Züge der Typen Gotha und REKO wurden ab 1973 durch sogenannte Tatra-Wagen abgelöst. Der letzte Vorkriegswagen war 1972 abgestellt worden, die letzte Fahrt eines Gothawagens fand im Dezember 1988 statt. Diese Tatrawagen sollten über 30 Jahre das Schweriner Straßenbild prägen.
1976 wurde der Grundstein für einen neuen großen Betriebshof im Haselholz gelegt. Hier entstanden großzügige Werkstätten, Verwaltungsgebäude und eine Umspannstation.
1996 schloss das Depot in der Wallstraße endgültig. Die Schienen der Zufahrtsstrecke wurden Jahre später im Zuge von Bauarbeiten entfernt; in der Voßstraße liegen noch Gleisreste.
Nachdem 41 Tatrazüge, aus Trieb- und Beitriebwagen bestehend, sowie 20 Beiwagen in den Jahren 1991 bis 1995 zum Typ T3DC modernisiert worden waren, wurden sie in den Jahren 2001 bis 2003 durch 30 Niederflur-Gelenkstraßenbahnwagen von Bombardier ersetzt, Typenbezeichnung SN 2001.
Die letzte Linienfahrt eines Tatrazuges fand am 13. Februar 2004 mit den Wagen 144–244 statt. Die meisten Exemplare wurden verkauft.
Im Sommer 2007 wurde die Wendeschleife Bertha-Klingberg-Platz zur Anbindung der Bundesgartenschau 2009 in Schwerin und für den Schienenersatzverkehr bei möglichen Baustellen fertiggestellt.

## Liniennetz

### 1908
Der elektrische Betrieb begann im Dezember 1908 mit folgenden Linien:
- (1) Alter Garten – Arsenalstraße – Friedrich-Franz-Straße
- (2) Friedhof – Marienplatz – Werderstraße
- (3) Bahnhof – Marienplatz – Schweizerhaus

### 1911
Größte Linienanzahl
- (1) Alter Garten Arsenalstraße – Friedrich-Franz-Straße
- (2) Friedhof – Marienplatz – Werderstraße
- (3) Bahnhof – Marienplatz – Schweizerhaus – Seevilla
- (4) Bürgermeister-Bade-Platz – Stern’s Hotel
- (5) Bahnhof – Marienplatz – Landes–Gewerbe- und Industrie–Ausstellung

### 1949
Wiedereröffnung Werderbahn
- (1) Sachsenberg – Leninplatz – Zippendorf
- (2) Friedhof – Leninplatz – Werderstraße

### 1989
Streckenneubauten durch Stadterweiterung
- (1)  Klement-Gottwald-Werk – Leninplatz – Berliner Platz
- (2)  Lankow-Siedlung – Leninplatz – Hegelstraße
- (3)  Hegelstraße – Neu Pampow
- (4)  Lankow – Leninplatz – Neu Pampow
- (4A) Platz der OdF – Leninplatz – Neu Pampow

### Aktuell

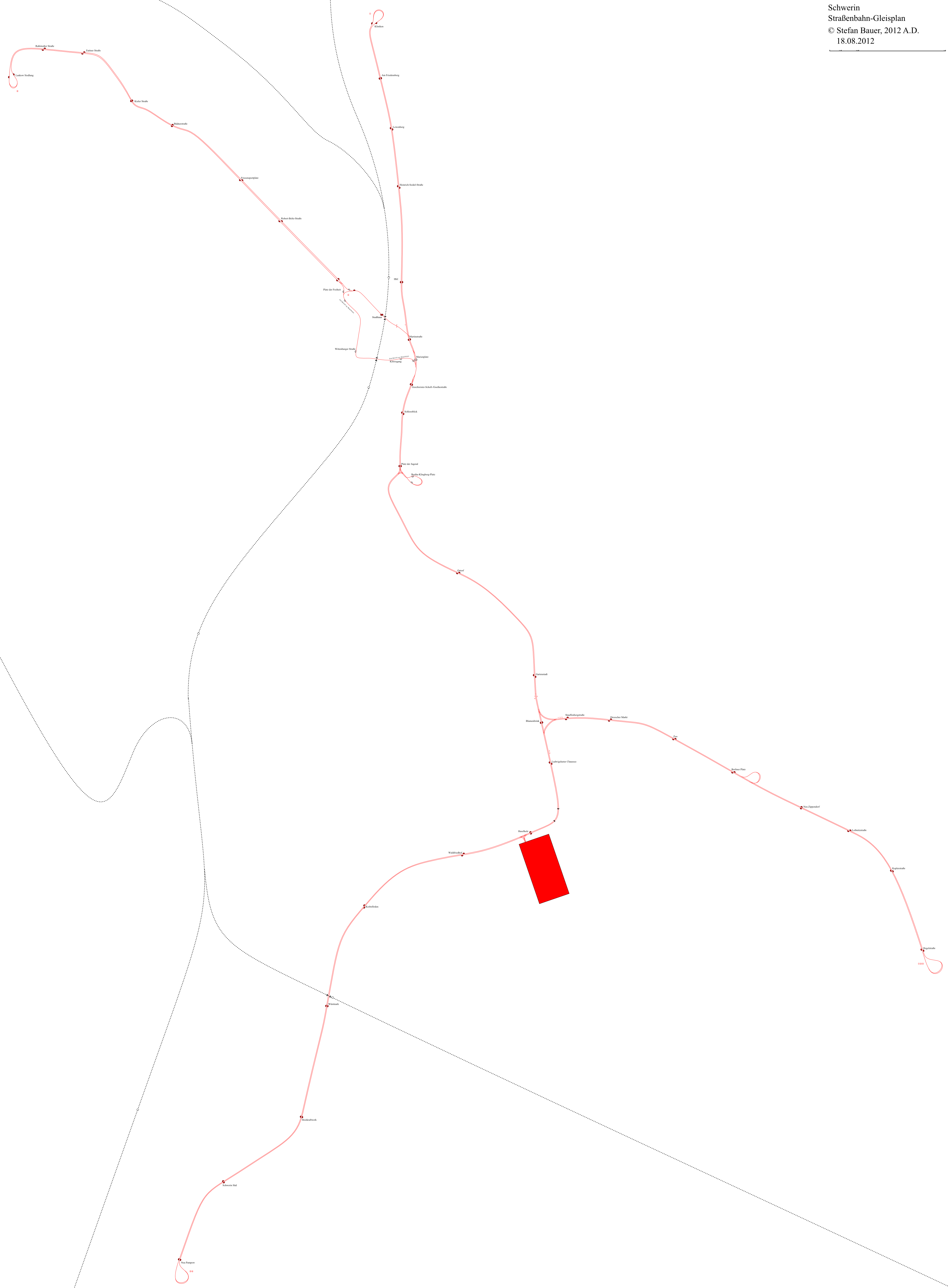
Gleisplan 2012

Betriebsintervalle tagsüber, zum Teil abhängig von Tageszeit bzw. Wochentag:
| 1 | Kliniken – Hegelstraße        | alle 15 / 20 / 30 Minuten           |
| 2 | Lankow-Siedlung – Hegelstraße | alle 15 / 20 / 30 / 70 Minuten      |
| 3 | Hegelstraße – Neu Pampow      | alle 30 Minuten (nur Berufsverkehr) |
| 4 | Kliniken – Neu Pampow         | alle 30 / 40 / 60 / 80 Minuten      |

### Mögliche Netzerweiterungen
Gelegentlich wird die Einbindung der relativ stadtnah verlaufenden Eisenbahnstrecken nach Rehna und nach Parchim nach dem Karlsruher Modell diskutiert.
Laut Flächennutzungsplan der Stadt Schwerin wären folgende Streckenerweiterungen möglich:
Hegelstraße–Consrade, Rahlstedter Straße–Lankower Dreieck, Kliniken–Groß Medewege, Krebsförden–Görries–Platz der Jugend. Sinnvoll erscheint die 1,5 Kilometer lange Verbindung von Waldfriedhof und Krebsförden zum Sieben-Seen-Park, deren Bau aber nicht ernsthaft verfolgt wird.
Seit Anfang 2023 wird die mögliche Anbindung der Gemeinde Pampow diskutiert. Dazu ist allerdings ein Brückenbauwerk, welches im Bereich des ehemaligen Minol-Geländes mündet, über die Bahnstrecke Ludwigslust–Wismar erforderlich.

## Fahrzeuge

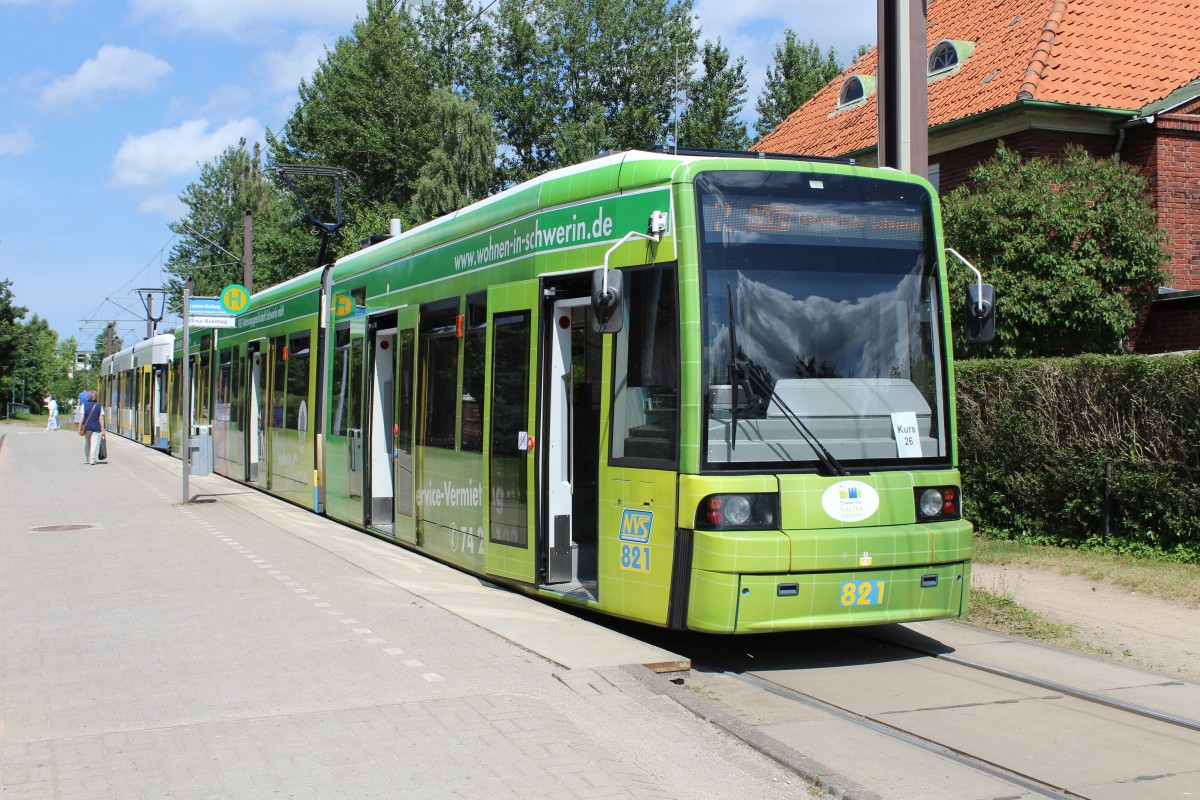
Wagen Nr. 821, dahinter ein weiterer SN2001 in Doppeltraktion

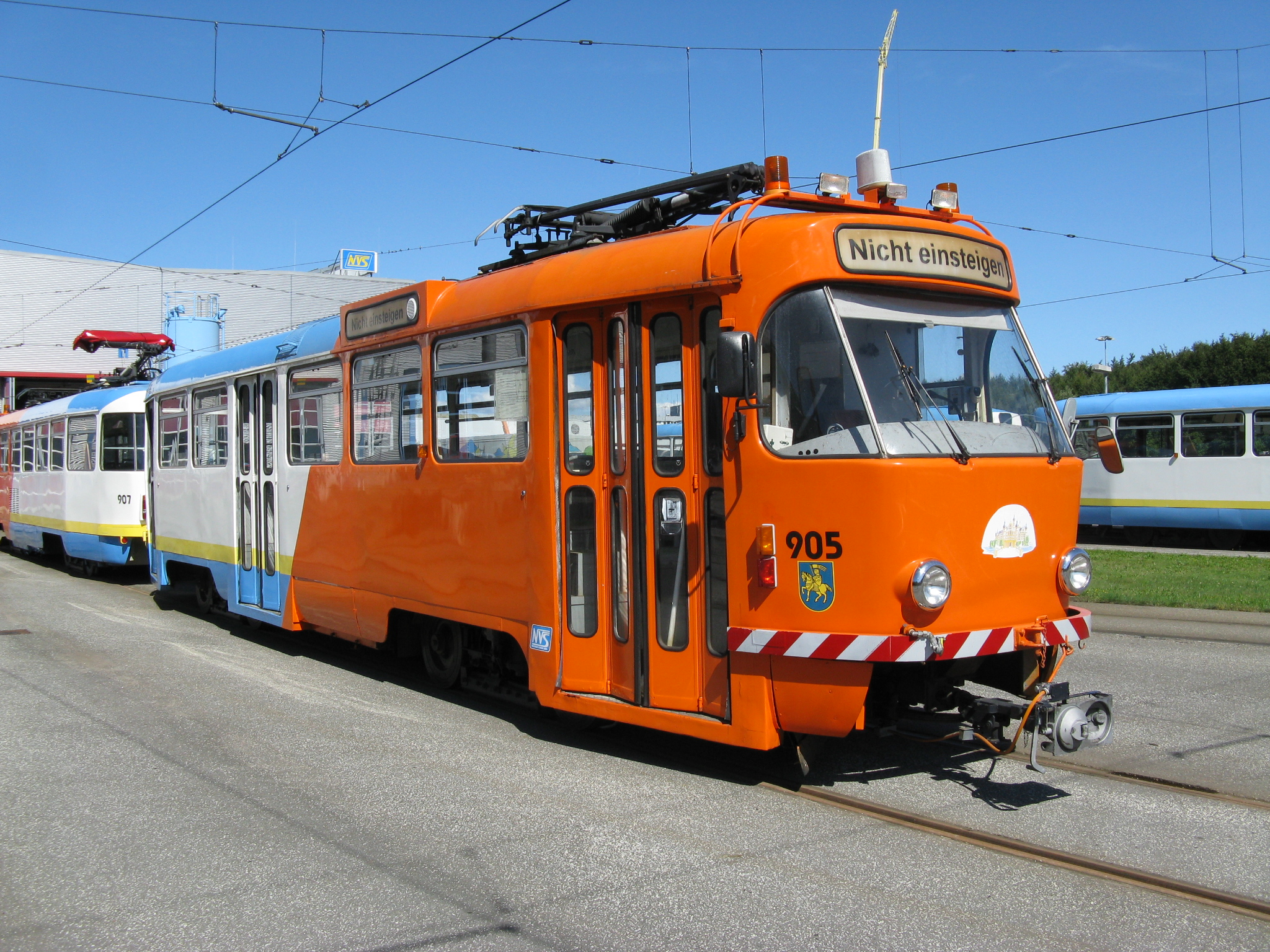
Zum Arbeitswagen umgebaute Tatra-Straßenbahn

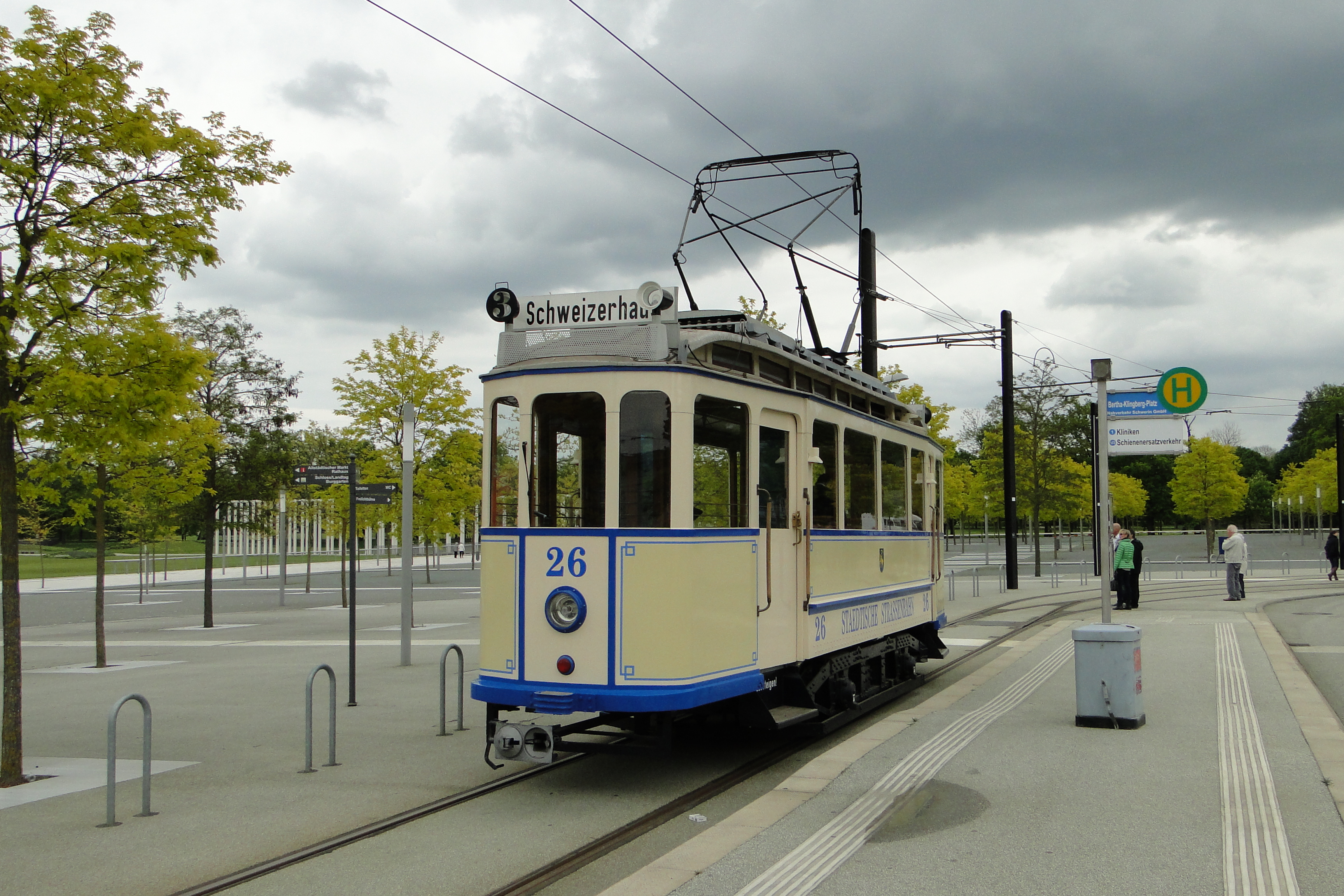
Traditionswagen Typ Wismar, Baujahr 1926 (vorne)

Der Linienverkehr wird mit 30 dreiteiligen Niederflur-Gelenktriebwagen durchgeführt. Diese Wagen des Typs SN2001 aus der Flexity Classic-Baureihe, von Bombardier in den Jahren 2001 bis 2003 gebaut, tragen die Nummern 801 bis 830 und sind in den Farben Weiß, Hellgelb und Blau gehalten. Einige Wagen sind jedoch teilweise oder vollflächig mit Reklame beklebt. Je nach Fahrgastaufkommen werden zeitweise Doppeltraktionen eingesetzt. Diese Einsätze betreffen Montag bis Freitag die Linie 2 von 05:00 Uhr bis 20:00 Uhr.
Diese Wagen ersetzten die seit 1973 im Verkehr befindlichen Wagen des Typs Tatra T3D. Die meisten dieser Triebwagen wurden um 1992/93 modernisiert und von 2002 bis 2005 an Straßenbahnbetriebe in Wladikawkas, Woronesch, Daugavpils, Tula, Almaty und Dnipropetrowsk (heute Dnipro) abgegeben. Heute sind sie nur noch in Daugavpils und Dnipro im Einsatz. Die zugehörigen Beiwagen wurden hingegen verschrottet.
Im historischen Bestand der NVS gibt es neben dem Tatratriebwagen 417 auch einen Triebwagen des Typs Wismar (Baujahr 1926) mit der Nummer 26.